# Mauro Pelosi (album)
Mauro Pelosi è il terzo album del cantautore italiano omonimo, pubblicato dall'etichetta discografica Polydor nel 1977.
I brani sono interamente composti dall'interprete, mentre gli arrangiamenti sono curati da Pinuccio Pirazzoli.

## Tracce

### Lato A
1. La bottiglia
2. Luna park
3. Ho trovato un posto per te
4. Una lecca lecca d'oro
5. L'investimento

### Lato B
1. Una casa piena di stracci
2. Alle 4 di mattina
3. Claudio e Francesco
4. Ho fatto la cacca

## Formazione
- Mauro Pelosi – voce, chitarra acustica, ARP
- George Aghedo – batteria, percussioni
- Bambi Fossati – chitarra elettrica
- Alberto Mompellio – pianoforte
- Pinuccio Pirazzoli – basso, ARP, chitarra acustica
- Ricky Belloni – chitarra elettrica
- Mauro Paoluzzi – batteria, percussioni
- Claudio Bazzari – chitarra acustica
- Lucio Fabbri – violino
- Edoardo Bennato – armonica